# Henrik Dringenberg
Henrik Dringenberg var rådman i Köpenhamn och blev senare vid mitten av 1400-talet kungens myntmästare i Malmö. Han dog omkring 1501.
Kung Erik av Pommern började bygga ett nytt slott i Malmö 1434 (delar av nuvarande Malmöhus). Planerna var att hit förlägga Nordens samlade mynttillverkning. Slottet fick därför namnet ”Myntergaarden”. Fram till 1520-talet verkade här av de danska kungarna tillsatta, mäktiga myntmästare. Henrik Dringenberg var en av dessa.
Henrik Dringenbergs tidigare historia känns ej. Man har gissat på att han kom från den vestfaliska staden Dringenberg. Han nämns första gången 1451 då han och hans hustru Abele erhåller årligen 50 marck av den skatt som Malmö skulle betala till kungen. Detta privilegium hade han tidigare fått av kung Christoffer av Bayern. Henrik var vid privilegiets utfärdande dock bosatt i Köpenhamn. Fyra år senare omtalas han till och med som rådman i denna stad.
När myntmästaren i Malmö Hans Myndel avled omkring 1455 har Henrik Dringenberg fått överta detta ämbete. Hans familj flyttade över till Malmö och fick av kungen en gård ”norr om och näst intill Sanctorum Simonis et Judae kapell”, vilket kapell låg strax öster om Myntergården. Han inköpte senare en gård direkt invid Strandporten, ett av Malmös förnämsta lägen vid denna tid. Delar av gården finns i dag kvar i den så kallade Dringenbergska gården.
Henrik Dringenberg var också kungens fogde i Malmö. Som sådan var han med och avsade dödsdomarna för de åtta sjörövare som 1457 gripits efter en jakt på Öresund. Han var också kungens tulluppbördsman i Malmö, ett ämbete som han innehade redan 1458. Samma år kallade kung Kristian I honom för "vår guldsmed" vilket visar på hans ursprungliga yrke. Att han också bedrivit bankverksamhet framgår av ett antal bevarade notiser. 1487 lånade han ut 400 marck till kungen. Vid denna tid hade han också lånat ut 100 rhenska gyllen till biskop Johan Jepsen Ravensberg i Roskilde.
Henrik Dringenberg lät uppföra ett eget, påkostat kapell i S:t Petri kyrka. Detta invigdes till Helliga tre kungar och låg öster om koromgången. Senare gick det under benämningen Dringenbergska kapellet. Rester efter en förnäm mässhake tillhörig S:t Petri kyrka bär fortfarande namnet ”heinrich dringenberg” inbroderat tillsammans med det Dringenbergska vapnet – en sköld med tre kronor.